# H.M.
Henry Gustav Molaison, conosciuto anche come H.M. o Henry M. (Brooklyn, 26 febbraio 1926 – Hartford, 2 dicembre 2008), è stato un paziente affetto da gravi disturbi mnestici.
Lo studio di questo paziente, fino alla fine degli anni cinquanta, ha permesso lo sviluppo di una serie di teorie circa il collegamento esistente tra funzionamento anatomo-fisiologico del cervello e memoria nel contesto della neuropsicologia. Ha vissuto in una casa di cura nel Connecticut dove è stato soggetto di ricerche fino alla sua morte, avvenuta il 2 dicembre 2008.

## Storia
H.M. soffriva di una grave forma di epilessia farmaco-resistente, da molti ritenuta attribuibile a un incidente in bicicletta che aveva subito all'età di 9 anni. Egli soffriva di crisi parziale semplice con evoluzione in crisi tonico-clonica all'età di 16 anni. Nel 1953 fu mandato presso il dottor William Scoville, chirurgo al Hartford Hospital, per un trattamento.Scoville riuscì a localizzare l'origine dei suoi attacchi epilettiformi nel lobo temporale mediale, suggerendo l'ablazione chirurgica dello stesso come terapia. Il 1º settembre 1953 il dottor Scoville procedette nell'asportazione di parte di entrambi i lobi temporali del cervello del paziente. A H.M. furono asportati, quindi, i tre quarti della formazione ippocampale, il giro paraippocampale (la corteccia entorinale fu completamente distrutta) e l'amigdala. Il suo ippocampo era interamente silente e i due centimetri rimanenti di tessuto ippocampale risultarono atrofizzati, probabilmente perché la corteccia entorinale (che costituisce la via d'ingresso principale a questa formazione) era stata completamente distrutta. Ha subito inoltre la rimozione di parte della corteccia temporale anterolaterale.
Dopo l'operazione egli cominciò a soffrire di una grave forma di amnesia anterograda: anche se la sua memoria a breve termine sembrava intatta, egli non riusciva ad accumulare, preservare o recuperare nuovi ricordi. In accordo con alcuni scienziati (e.g., Schmolck, Kensinger, Corkin, & Squire, 2002), quello di H.M. era un deficit nella capacità di formare nuova conoscenza semantica. Egli inoltre soffrì di moderata amnesia retrograda, infatti non riuscì a rievocare molti dei suoi ricordi fino a 1-2 anni prima dell'intervento, e anche qualcuno risalente fino a 11 anni prima. Ciò stava a indicare come tale amnesia sfumasse nel tempo. Comunque, la sua abilità di formare tracce di memoria procedurale rimase intatta, perciò egli poteva, ad esempio, apprendere nuove abilità motorie, pur non riuscendo a ricordare esplicitamente di averle apprese.
Il caso fu portato all'interesse scientifico dallo stesso Scoville e dalla dottoressa Brenda Milner nel 1957.

## Nuove scoperte sui sistemi di memoria
La particolarità del caso H.M. era quella di aver subito lesioni estremamente precise e circoscritte: le sue carenze cognitive, infatti, potevano essere fatte risalire proprio alla mancanza di queste aree. Circostanza molto importante vista l'assenza, a quel tempo, di strumenti di brain imaging a sufficiente risoluzione spaziale da permettere di delineare l'effettiva estensione di lesioni in un paziente. È per questo che egli ha apportato informazioni fondamentali per la comprensione delle funzioni mnestiche nel cervello "normale".
In particolare, egli riusciva in compiti che richiedevano l'uso della memoria a breve termine e procedurale, ma non quelli riguardanti la memoria dichiarativa (a lungo termine). Suggerendo che la sede di questi sistemi di memoria sia mediata, del tutto o in parte, da differenti aree del cervello. Allo stesso modo, H.M., non poteva più consolidare nuovi ricordi, ma poteva accedere a tracce che esistevano prima dell'operazione chirurgica: ciò suggeriva che la codifica e il recupero di informazioni nella memoria a lungo termine fosse mediata da sistemi differenti.

## Il contributo alla scienza
Lo studio di H.M. ha rivoluzionato le conoscenze sull'organizzazione della memoria umana. Ha provveduto a modificare il vecchio assetto teorico e portato alla produzione di nuove teorie, con particolare interesse verso i processi e le basi neurali sottostanti.

## Intervento chirurgico

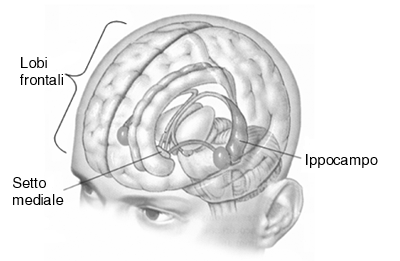
Gran parte della formazione ippocampale di HM fu rimossa bilateralmente.

Fino all'eta di 10 anni, H.M. soffriva di crisi epilettiche sempre più frequenti. Col tempo la comparsa di tali accessi diventò sempre più numerosa, al punto da indurre il suo medico all'ipotesi di asportare chirurgicamente la foce dalla quale si propagavano gli attacchi. Quindi nel 1953 H.M. subì l'asportazione dei lobi temporali mediali con un'operazione del chirurgo William Scoville. Riguardo all'esatta porzione di corteccia rimossa Scoville e Milner dissero:
Quando H.M. si riprese dall'intervento, che alleviò sensibilmente la gravità dei suoi disturbi, vennero identificati alcuni seri effetti collaterali, descritti da Scoville e Milner come una "perdita completa della memoria per gli eventi [...] assieme a una amnesia retrograda parziale fino a tre anni prima dell'operazione". Fu constatato inoltre dagli stessi che "le memorie precoci sembrano apparire normali, non ci furono alterazioni della personalità o deficit intellettivi generali".

## Amnesia
Le condizioni generali di H.M. furono descritte come amnesia anterograda severa "temporally graded" (Smith & Kosslyn, 2007). H.M. risultava incapace di formare nuove memorie di eventi e di nozioni semantiche; essenzialmente egli viveva nel passato (Corkin, 2002). H.M. non mostrò mai segni di deficit mnestici prima dell'operazione, la rimozione dei lobi temporali mediali fu quindi ritenuta responsabile dell'amnesia. Di conseguenza le aree rimosse furono ritenute responsabili della formazione di memorie semantiche e episodiche a lungo termine. In più tali conclusioni sono state corroborate da studi su pazienti con altre tipologie di lesioni alle strutture del lobo temporale mediale.
A dispetto dei deficit mnestici, H.M. mostrava abilità intatte nei test di intelligenza e mostrava capacità di linguaggio normali; indicando come alcune funzioni di memoria (magazzino a breve termine, vocabolario, fonemi...) non siano stati intaccati dall'intervento (Smith & Kosslyn, 2007; Corkin, 2002). H.M. era capace di ritenere informazioni per un breve periodo di tempo, ciò è stato testato tramite esperimenti di memoria a breve termine, in cui la sua performance risultò essere del tutto sovrapponibile a quella dei soggetti di controllo. Questo proverebbe come la memoria di lavoro non facesse affidamento sulle strutture temporali mediali. In più supporta la distinzione generale che vede la memoria a lungo termine e quella a breve termine come sistemi separati, così come quelli inerenti alla produzione e alla comprensione linguistica.

## Apprendimento di abilità motorie
In aggiunta alla memoria a breve termine, una capacità che si era conservata integra fu quella di apprendere abilità motorie. In uno studio condotto dalla Milner all'inizio degli anni sessanta, H.M. fu sottoposto ad un test di memoria procedurale che consisteva nel riprodurre una figura, ridisegnandola, guardando la propria mano riflessa in uno specchio. H.M. migliorava la sua prestazione come una persona normale e questo risultato fu replicato in altri studi condotti da Corkin (1968). La capacità di H.M. di svolgere alcune procedure di problem-solving sono state inoltre dimostrate tramite il rompicapo matematico detto "Torre di Hanoi". Ciò fece supporre che H.M. potesse formare memorie implicite, in contrapposizione alle memorie esplicite (semantiche e episodiche) che non riusciva a ritenere per più di una manciata di secondi. Questo portò alla conclusione che anche memoria implicita ed esplicita fossero presiedute da substrati neurali differenti.

## Memoria spaziale
Lo studio del caso H.M. ha anche messo in luce le possibili basi neurali della memoria spaziale e del processamento dell'informazione spaziale. A dispetto del suo generale deficit mnestico per quanto riguarda il consolidamento di nuovi ricordi episodico-semantici, e di alcuni suoi gravi handicap nel processamento dell'informazione spaziale, è stato rilevato tramite test specifici, che H.M. era in grado di disegnare una piantina topografica della sua abitazione. Questa scoperta fu eclatante, in quanto H.M. si trasferì in quel luogo 5 anni dopo l'intervento. Secondo Corkin, questo fenomeno era dovuto alla parziale integrità della parte posteriore del giro paraippocampale. In più H.M. era capace di svolgere compiti di memorizzazione-riconoscimento di fotografie di volti celebri (anche se in questo caso tramite l'aiuto di indizi fonemici). La performance positiva al riconoscimento di foto può essere dovuta al fatto che l'operazione ha risparmiato parte della sua corteccia peririnale ventrale. La scoperta di questi fenomeni fu di vitale importanza per migliorare la comprensione delle diverse strutture del lobo temporale mediale. I deficit nella memoria spaziale di H.M. hanno infatti apportato ulteriori evidenze circa il ruolo dell'ippocampo nell’acquisizione delle memorie di luoghi.

## Processo di consolidamento
Le lesioni cerebrali subite da H.M. hanno inoltre messo in risalto alcuni aspetti del processo di consolidamento dei ricordi. Egli infatti era incapace di generare e consolidare nuovi ricordi anche se memorie della sua infanzia, ad esempio, erano rimaste intatte. Questo ha portato a revisionare il ruolo del lobo temporale mediale rispetto ai processi di memoria. È probabile che questo sito sia coinvolto solo nel consolidamento di tracce mnestiche e che, dopo un certo periodo di tempo, esse vengano "spostate" in altri siti corticali. Questo spiegherebbe il perché H.M. conservasse vecchi ricordi, ma fosse impossibilitato a immagazzinarne di nuovi.